# Erik Bäckman
Erik Olof Albert Bäckman, född 12 oktober 1905 i Karlstad, död 10 september 1996 i Malmö, var en svensk ingenjör och kommunalpolitiker (höger).
Bäckman, som var son till direktör Albert Bäckman och Anna Lundquist, avlade studentexamen 1924 och utexaminerades från Kungliga Tekniska högskolan 1931. Han blev biträdande ingenjör på Telegrafverket i Stockholm 1931, på Telestyrelsens statistikavdelning 1935, sektionsingenjör på Televerket i Malmö 1941 och var förste sektionsingenjör där från 1949. Han var vice ordförande i Malmö stads fastighetsnämnd 1959–1970 (ledamot från 1955) och nämndeman från 1965. Han var styrelseledamot och skattmästare i Televerkets ingenjörsförening 1938–1946, fullmäktig i Sydöstra Skånes kommunalförbund och ledamot av samarbetsnämnden i Malmö kommunblock. Bäckman är begravd på Sankt Pauli mellersta kyrkogård i Malmö.